# Plateau de Diesse
Plateau de Diesse is een gemeente in het Franstalige district Jura bernois (Berner Jura) in het Zwitserse kanton Bern.
Plateau de Diesse telt 2.031 inwoners. De gemeente is per januari 2014 als fusiegemeente gevormd uit drie voormalige gemeenten: de dorpen Diesse, Lamboing en Prêles. Van Prêles rijdt een kabeltrein naar het toeristische dorp Ligerz aan het Meer van Biel. Daar is een station van de spoorlijn Olten - Genève, de belangrijkste Zwitserse spoorverbinding in oost-westrichting, die bekend is onder de naam Jurafusslinie. Vanwege de beperkte ruimte is die hier eensporig.

## Ligging en geschiedenis
De gemeente ligt op een hoogte van 820 tot 840 meter, op de zuidflank van de Chasseral. De naam is in het Frans gelijk aan die van het plateau van Diesse, een geologische formatie waarvan de gemeente een klein deel beslaat. Bestuurlijk viel het plateau vanaf de middeleeuwen onder de heerlijkheid Tessenberg, die tijdens de Eerste Franse Republiek opgeheven is. Van de nabijgelegen lagere gebieden langs de noordoever van het Meer van Biel staat vast dat ze al in de Gallo-Romeinse tijd tot een hoogte van ongeveer 550 meter intensief bewoond werden. Daar liep de Vy d'Etra, die deel uitmaakte van de verbinding tussen Eburodunum en Vindonissa (Yverdon-les-Bains en Windisch).

## Galerij

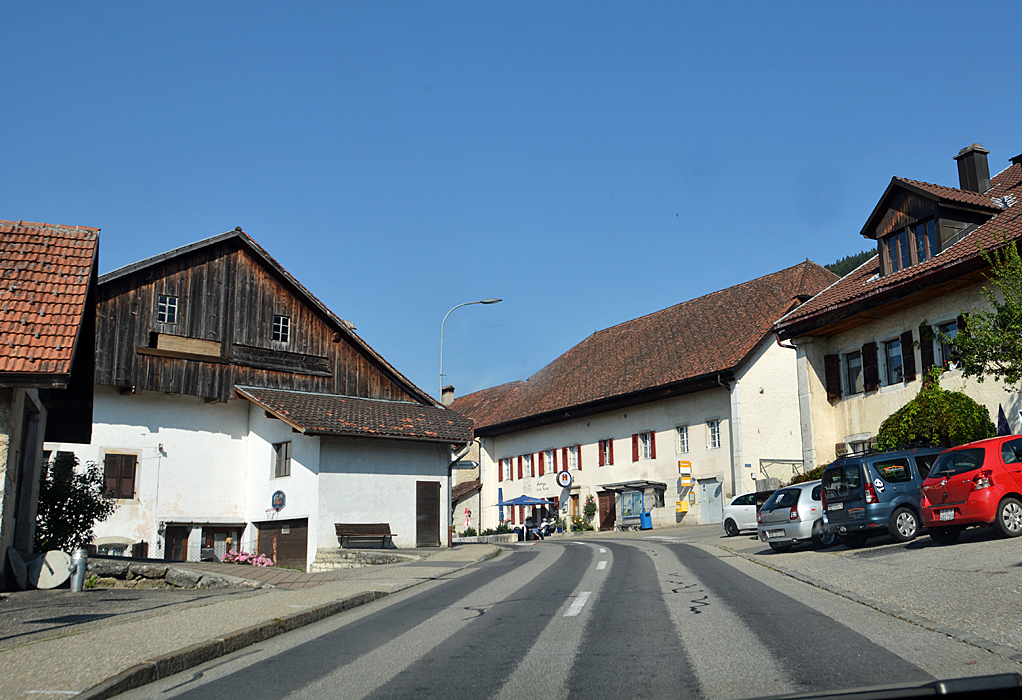
Route de Diesse, de hoofdstraat van Lamboing, van Orvin naar Diesse en Nods, gezien in de richting van Diesse.
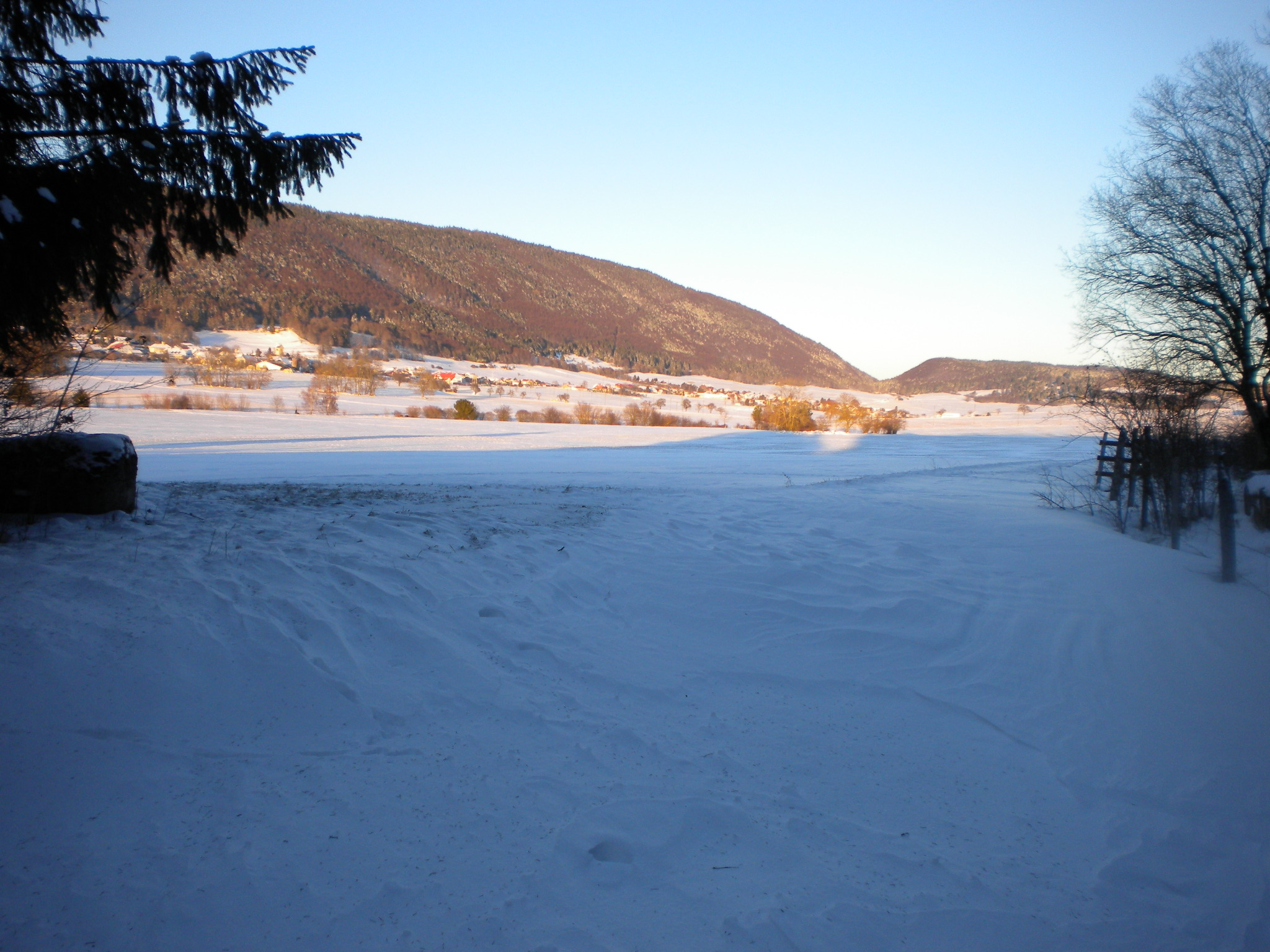
De Spitzberg, gezien vanuit Lamboing.
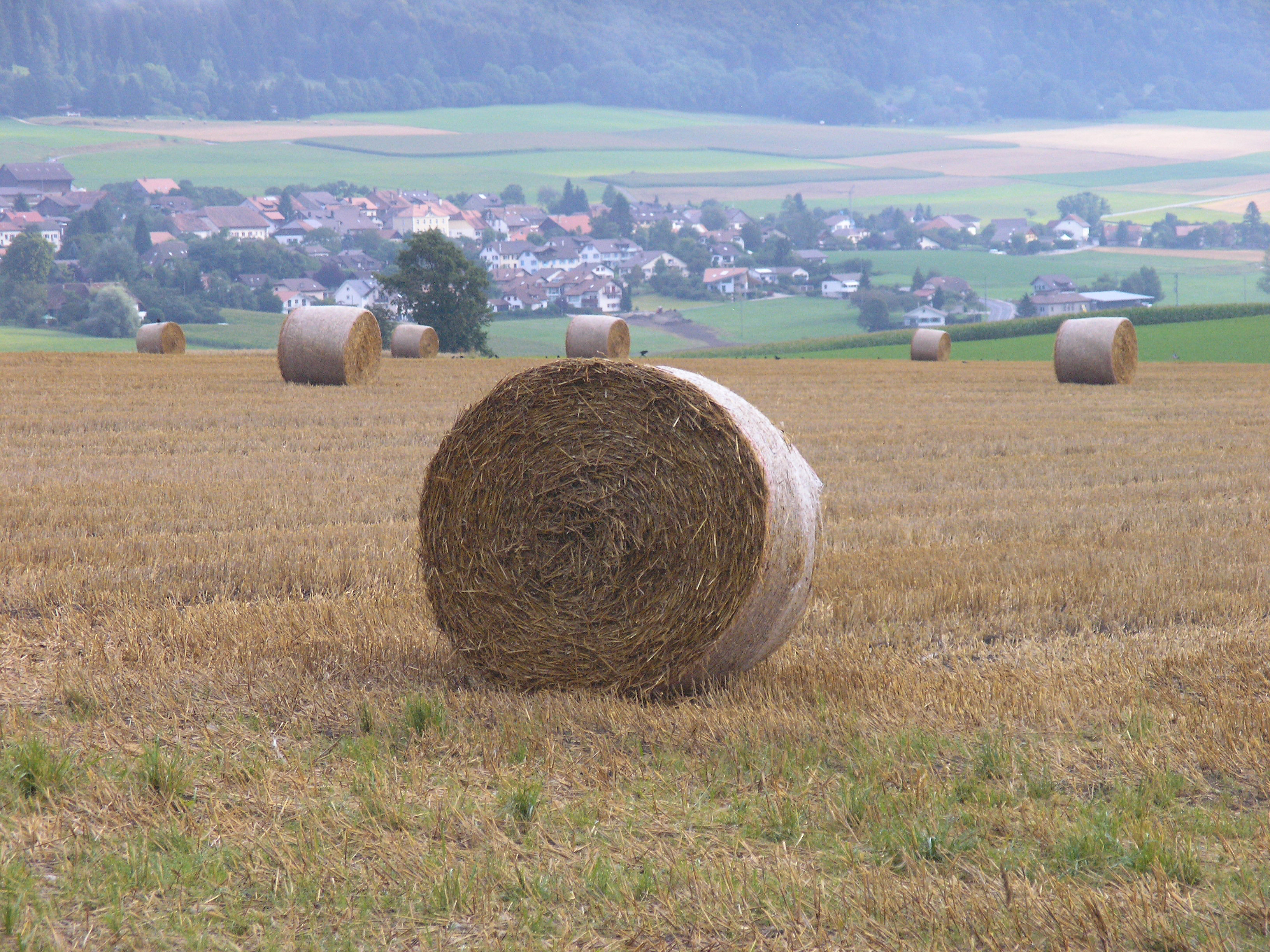
Zicht op Lamboing.
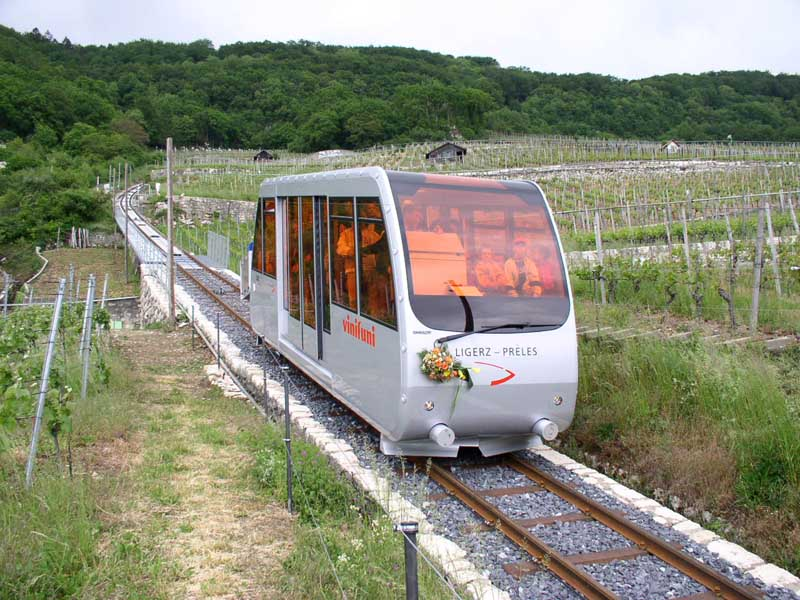
De kabeltrein Ligerz - Prêles.
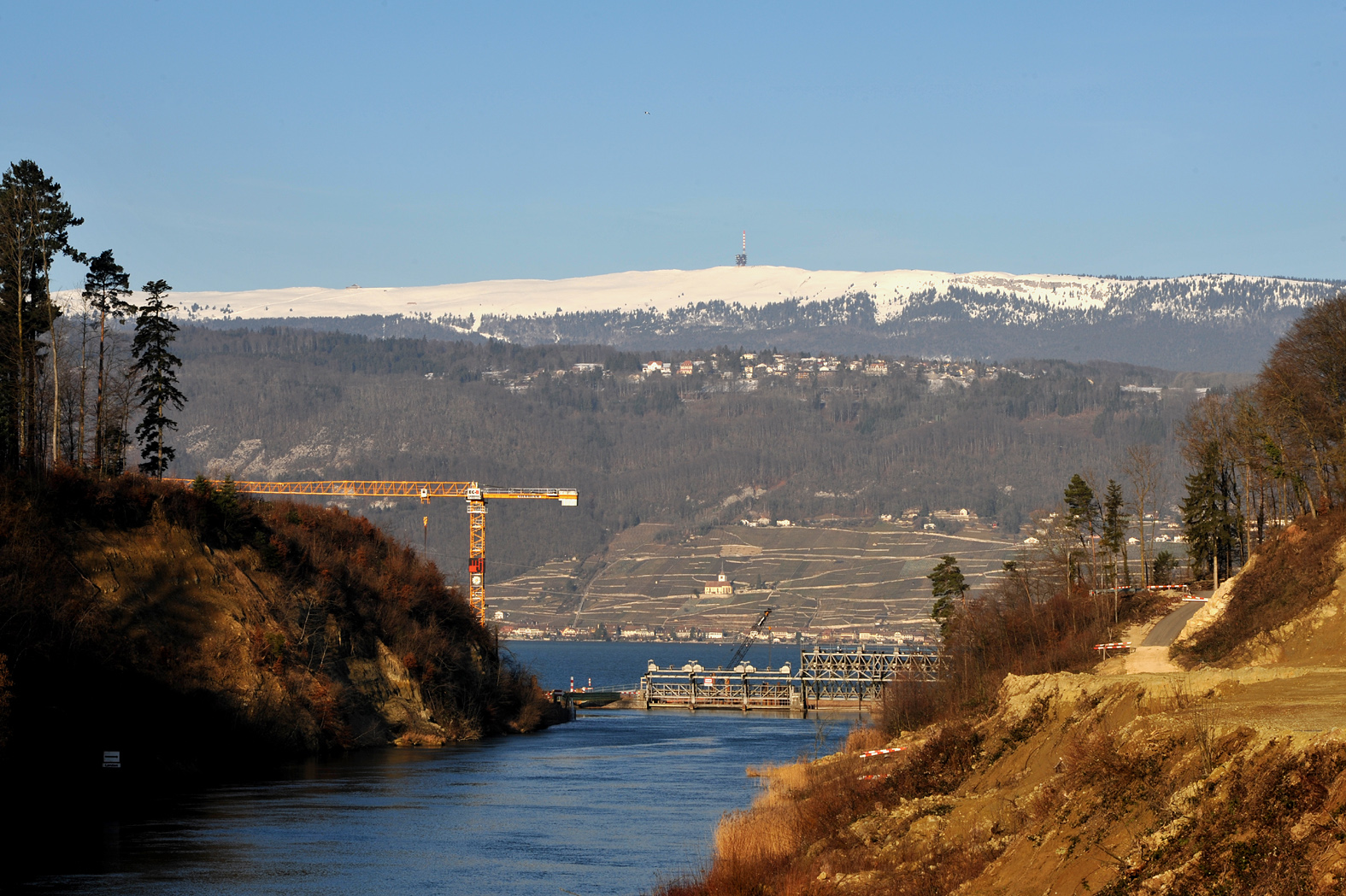
Zicht vanuit het Hagneckkanaal over het Meer van Biel op Prêles, het hooggelegen dorpje. Lager ligt Ligerz, waartoe ook het beroemde kerkje en de lintbebouwing langs het meer behoren. Op de achtergrond de Chasseral met de radiotoren bij Nods, dat onzichtbaar is in het terrein. Rechts liggen, eveneens onzichtbaar, Diesse en Lamboing.